# Liste der Baudenkmäler in Fürth-Stadeln
In der Liste der Baudenkmäler in Stadeln sind die Baudenkmäler im Fürther Ortsteil Stadeln aufgelistet. Zu diesen Baudenkmälern gibt es auch eine Bildersammlung.
Diese Liste ist eine Teilliste der Liste der Baudenkmäler in Fürth. Grundlage der Liste ist die Bayerische Denkmalliste, die auf Basis des bayerischen Denkmalschutzgesetzes vom 1. Oktober 1973 erstmals erstellt wurde und seither durch das Bayerische Landesamt für Denkmalpflege geführt und aktualisiert wird. Die folgenden Angaben ersetzen nicht die rechtsverbindliche Auskunft der Denkmalschutzbehörde.

## Baudenkmäler nach Straßen
| Lage                                     | Objekt                                             | Beschreibung | Akten-Nr.                | Bild           |
| ---------------------------------------- | -------------------------------------------------- | --- | ------------------------ | -------------- |
| Fischerberg 1 (Standort)                 | Ehemaliges Gemeindehaus                            | Zweigeschossiger Satteldachbau mit verputztem Erdgeschoss, verschiefertem Obergeschoss und Giebeln und nördlich angebauter ehemaliger Schmiede, erdgeschossiger Satteldachbau, 1738 bis 1740, Verschieferung um 1867.                                                                                           | D-5-63-000-1642 Wikidata | BW             |
| Paul-Gerhardt-Straße 2 (Standort)        | Evangelisch-Lutherische Pfarrkirche Christuskirche | Verputzter Stahlbetonbau mit Frackdach, Giebelwände in verputztem Ziegelmauerwerk, Saalkirche mit einseitiger Empore, mit südlichem Rundfenster und seitlichem, freistehendem Glockenturm, über von dünnen Stützen getragenem Vordach mit der Kirche verbunden, von Fritz Fronmüller, 1957/58; mit Ausstattung. | D-5-63-000-1698 Wikidata | weitere Bilder |
| Romminggasse 9 (Standort)                | Wohnstallhaus                                      | Erdgeschossiger, verputzter Satteldachbau mit massivem Erdgeschoss und Fachwerkgiebel, erstes Viertel 18. Jahrhundert. | D-5-63-000-1546 Wikidata | weitere Bilder |
| Romminggasse 17a (Standort)              | Nebengebäude                                       | Langgestreckter, erdgeschossiger und teilweise verputzter Fachwerkbau mit Satteldach, 18. Jahrhundert. | D-5-63-000-1643 Wikidata | weitere Bilder |
| Stadelner Hauptstraße 71 / 73 (Standort) | Wohnstallhaus                                      | Erdgeschossiger, giebelständiger Satteldachbau mit Sandsteinerdgeschoss, westlichem Sandsteingiebel mit Gurtgesimsen und östlichem Fachwerkgiebel mit Aufzugdächlein, um 1700, Westgiebel bez. 1789; Scheune, erdgeschossiger Putzbau mit Satteldach, bez. 1769.                                                | D-5-63-000-1547 Wikidata | Wohnstallhaus  |
| Stadelner Hauptstraße 79 (Standort)      | Gästehaus Kalb                                     | Zweigeschossiger, verputzter Sandsteinbau mit Satteldach, verputztem Fachwerkgiebel an der Ostseite und Westgiebel mit Eckvoluten und Muschelbekrönung, Anfang 18. Jahrhundert, später nach Norden erweitert.                                                                                                   | D-5-63-000-1548 Wikidata | Gästehaus Kalb |
| Theodor-Heuss-Straße (Standort)          | Steinkreuz                                         | Sandstein, Arme stark abgewittert, vielleicht 16. Jahrhundert. | D-5-63-000-1644 Wikidata | weitere Bilder |